# HD 88825
HD 88825，又名CP-59 1974，SAO 237799、HR 4018，是一颗恒星，视星等为6.1，位于銀經284.27，銀緯-2.92，其B1900.0坐标为赤經10h 9m 38.3s，赤緯-59° -2.92′ 22″。